# Johann I. (Werle)
Johann I., Herr zu Werle [-Parchim] (* um 1245; † 15. Oktober 1283); war von 1277 bis 1281 Herr zu Werle und von 1281 bis 1283 Herr zu Werle-Parchim.
Er war der älteste Sohn von Nikolaus I. und Jutta von Anhalt.
Nach dem Tod seines Vaters im Jahr 1277 regierte er zuerst zusammen mit seinen Brüdern Heinrich I. und Bernhard I. über Werle. Im Jahr 1281 entschloss man sich zur Teilung und Johann übernahm die Herrschaft über den Teil Werle-Parchim. Er war mit Sophia, Tochter des Grafen Gunther von Lindow-Ruppin verheiratet. Er wurde im Doberaner Münster beerdigt.

## Kinder
Töchter Johanns werden urkundlich nicht erwähnt, nur die Söhne
- Nikolaus II., Herr zu Werle, 1283–1316
- Johann II., Herr zu Werle [-Güstrow], 1316–1337
- Gunter, Domherr zu Güstrow, vielleicht zu Magdeburg, † nach 20. April 1310
- Heinrich, Dominikaner zu Röbel, † nach 17. März 1291
- Bernhard, Dominikaner zu Röbel, † nach 24. August 1309
- Henning von Werle, † nach 30. März 1311[1]